# Tetanorhynchus
Tetanorhynchus is een geslacht van rechtvleugeligen uit de familie Proscopiidae. De wetenschappelijke naam van dit geslacht is voor het eerst geldig gepubliceerd in 1890 door Brunner von Wattenwyl.

## Soorten
Het geslacht Tetanorhynchus omvat de volgende soorten:
- Tetanorhynchus bihastatus Rehn, 1904
- Tetanorhynchus bolivianus Piza, 1977
- Tetanorhynchus borero Rehn, 1957
- Tetanorhynchus calamus Burmeister, 1880
- Tetanorhynchus carbonelli Piza, 1977
- Tetanorhynchus corumbaensis Piza, 1981
- Tetanorhynchus humilis Giglio-Tos, 1897
- Tetanorhynchus lacustris Piza, 1981
- Tetanorhynchus longicornis Bruner, 1913
- Tetanorhynchus longirostris Brunner von Wattenwyl, 1890
- Tetanorhynchus martinezi Piza, 1981
- Tetanorhynchus pizai Wiendl, 1969
- Tetanorhynchus propinquus Brunner von Wattenwyl, 1890
- Tetanorhynchus punctatus Klug, 1820
- Tetanorhynchus smithi Rehn, 1904